# Американа (музыка)
Американа (англ. americana music) — собирательный термин, используемый для классификации разнообразных гибридных музыкальных стилей, сочетающих элементы исконно американских жанров. Такая музыка часто имеет традиционный кантри среди своих ключевых влияний, но также может содержать элементы блюграсса, блюза, фолка, рока, соула, вестерн-свинга и джаза. Американа возникла в 1990-е годы как радиоформат, а затем и самостоятельный жанр для артистов, сочетавших в своём творчестве множество различных американских рутс-стилей или просто предпочитавших консервативное звучание современным трендам. Его суть первоначально олицетворяли такие исполнители как Боб Дилан, Грэм Парсонс, Эммилу Харрис, Джо Илай, группы Jason & The Scorchers и Uncle Tupelo.
Концептуальным предком американы был альт-кантри, который также имел расплывчатые границы. Преодолев его характерные стилистические, расовые и гендерные ограничения, американа одновременно вобрала из альт-кантри лучшие творческие и музыкальные качества. За отсутствием чётких жанровых рамок, исполнителей в американе объединяют не столько конкретные музыкальные параметры, сколько тяга к традиционному звучанию, связь творчества с прошлым, невозможность вписать его в четкие индустриальные категории, а также идея противопоставления коммерческому мейнстриму. В этой связи американа помимо прочего иногда трактуется как движение. Её представители имеют свою ассоциацию, церемонию награждения, фестиваль, категорию премии «Грэмми» и чарт в журнале Billboard.

## История

### Предпосылки
В первой половине 1990-х годов с появлением таких исполнителей как Гарт Брукс и Шанайя Твейн, произошел рост популярности кантри. Эти музыканты принесли в жанр поп-звучание, ориентировались на массовую молодёжную аудиторию вместо сельских слушателей из южных штатов, активно снимали яркие видеоклипы, имели успех на MTV. Если десятилетием ранее крайне успешным для кантри-артиста считался золотой альбом, то новые певцы и певицы продавали платиновые и даже мультиплатиновые диски. Музыкальная индустрия Нэшвилла сделала ставку именно на них, как наиболее перспективных коммерчески. В результате к осени 1994 года многие признаваемые критиками, популярные и активно выступавшие исполнители, не подходившие под новые стандарты, оказались за пределами кантри-индустрии. Радиостанции не знали в какой формат их отнести, а рекорд-лейблы не понимали как их теперь продвигать.
При этом кантри-радио отказалось не только от исполнителей с внешними или альтернативными музыкальными влияниями, но и от классиков жанра. В итоге неучтенными оказались интересы многих любителей кантри. Среди невостребованных мейнстримом были Эммилу Харрис, Родни Кроуэлл, Джо Илай, Люсинда Уильямс, Роберт Эрл Кин, Джонни Кэш, Джуниор Браун, Джим Лодердейл, Дэйв Элвин, Мерл Хаггард, The Bottle Rockets, Тим О’Брайан, Айрис Демент и многие другие. Некоторых из них принял более открытый радиоформат Adult album alternative (AAA), но те, кто использовал традиционные для кантри педал-стил, фиддл или банджо не могли рассчитывать на ротации даже там. Ситуация для таких артистов в те времена часто описывалась формулой: too rock for country, too country for rock. Ответом на это стало новое движение — американа. Однако прежде чем укорениться как жанр, она существовала в качестве радиочарта, обеспечившего идентичность альтернативному кантри и ставшего ориентиром, вокруг которого объединились индустрия и поклонники.

### Радиоформат

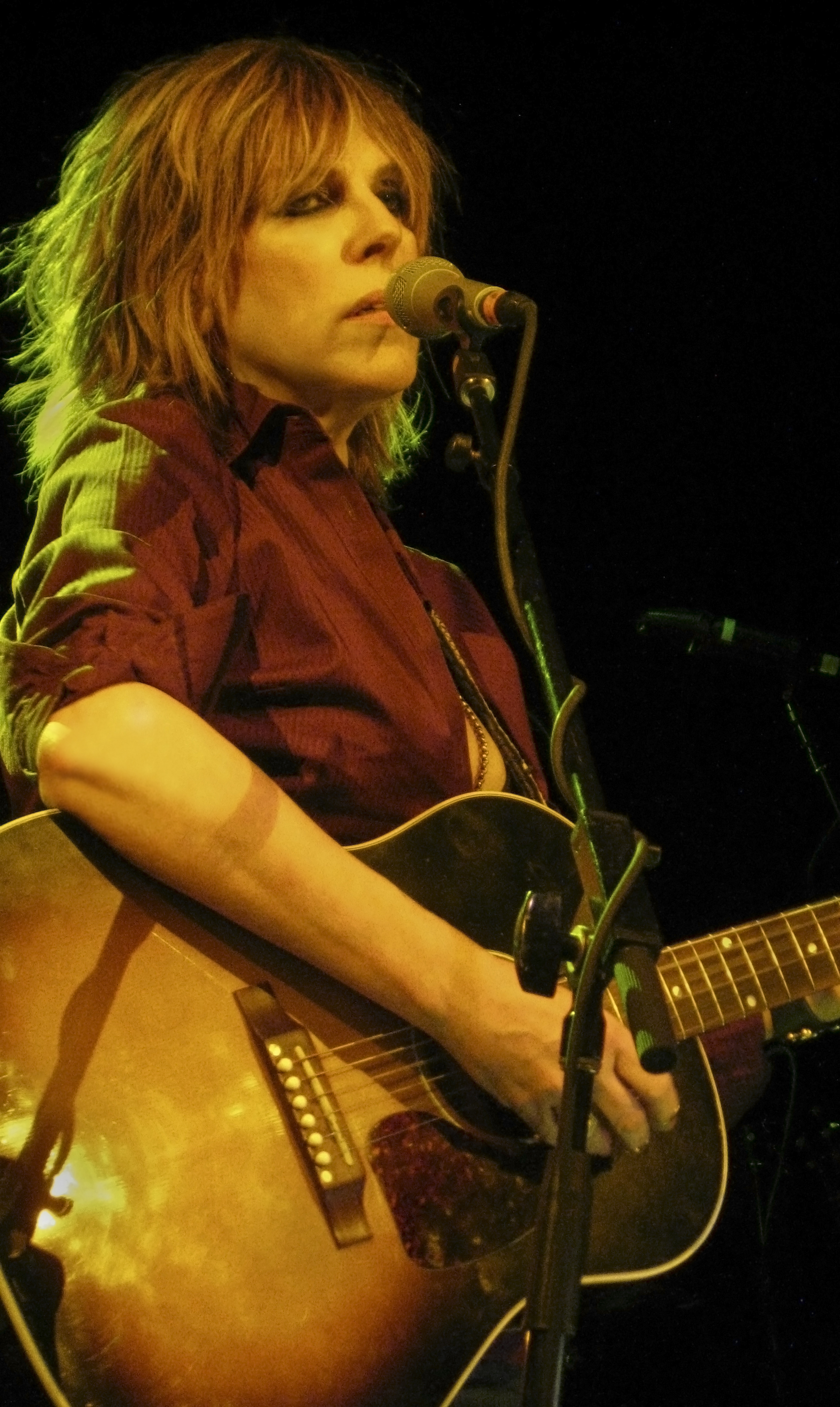
Люсинда Уильямс

Создателем радиочарта «Американа» стал Роб Блитштейн — редактор еженедельного журнала для работников музыкальной индустрии Gavin Report, решивший таким образом поддержать артистов, которые не вписывались в узкие и чётко разграниченные радиоформаты того времени. Будучи радиожурналистом и поклонником кантри, он надеялся запустить самостоятельный радиоформат для альт-кантри по аналогии с альтернативным роком. Журнал Gavin Report на тот момент уже публиковал 11 чартов на основе данных о ротациях музыки на радио — в диапазоне от поп-хитов Топ-40 до джаза, и помог двумя годами ранее успешно запустить формат AAA. Однако использование в названии нового чарта слов «альтернативный» и «кантри» на тот момент являлось неприемлемым. Первое в 1990-е годы было крайне заезжено, а второе создавало конфронтацию с Нэшвиллом, а также могло отпугнуть рок-аудиторию, имевшую негативные стереотипы о кантри. В тот период Блитштейн объединил усилия с музыкальным промоутером Джоном Гримсоном, который продвигал схожие идеи в индустрии звукозаписи и занимался ранее маркетингом таких артистов как Айрис Демент, Дуайт Йокам и Uncle Tupelo на лейбле Warner Bros. Records в Нэшвилле. С подачи Гримсона чарт получил выразительное, но лишенное перечисленных недостатков название «Американа», а сам он зарегистрировал на него права. Такой подход помог обозначить независимость зарождавшегося жанра от кантри как на уровне индустрии, так аудитории и при этом не давал и намёка на войну с Мьюзик-Роу.
Чарт «Американа» впервые был опубликован в журнале Gavin Report 20 яннваря 1995 года и отражал ротации на радио традиционной музыки, которая игнорировалась мейнстримом кантри или форматом AAA. В сопроводительной статье Блитштейн охарактеризовал новый радиоформат как прогрессивную, бунтарскую, эклектичную и альтернативную музыку, основанную на традициях кантри, которая не попадает в стандарты мейнстрима, подчеркнув сочетание в ней истории, наследия, современных влияний и торжество стил-гитар, мандолин и акустического звучания над синтезаторами и лайн-дэнс-миксами. В качестве столпов и ориентиров нового формата в рубрике были выделены Роберт Эрл Кин, Люсинда Уильямс, Джо Илай, Джим Лодердейл и Эммилу Харрис (последняя с подачи Блитштейна тут же получила неформальный титул «Крестная мать американы»). В первый выпуск чарта попали среди прочих Нэнси Гриффит, Джим Лодердейл, Ник Лоу и The Mavericks. Если в первую неделю информацию давали 47 радиостанций, то к концу 1990-е количество выросло до 96. Это были радиостанции передававшие альтернативный кантри как минимум 12 часов в неделю — примерно две трети из них были коммерческие и параллельно крутили Гарта Брукса и Шанайю Твейн, а треть — общественные или при колледжах. Между тем мейнстримовый кантри на тот момент передавали около 2500 радиостанций.
По своему наполнению новый формат отталкивался от самих артистов и необходимости создать им перспективы, нежели от стремления сформировать выверенные хитовые плей-листы. Звучавшая в «Американе» музыка отличалась необычайным стилистическим разнообразием в диапазоне от авторского фолка, техано и блюграсса до хонки-тонка, вестерн-свинга и кантри-рока с панк-влияниями. Так, в одну из недель среди популярных в чарте артистов соседствовали, например, автор-исполнитель Лайл Ловетт; ньюграсс-банджоист Бела Флек; посвященная в Зал славы кантри легенда Вилли Нельсон; альт-кантри-поэт Кевин Уэлч и вдохновлявшаяся блюграссом фолк-исполнительница и протеже Тома Ти Холла Нэнси Мур. В «Американу» обычно попадали исполнители, которые не имели значительного коммерческого успеха. В сравнении со звёздами мейнстрима кантри вроде Гарта Брукса или Алана Джексона, продававшими миллионы копий, их альбомы обычно расходились тиражами от 5 тыс. до 100 тыс. экземпляров. Такие артисты как Стив Эрл или Джон Прайн могли достигать планки в диапазоне от 100 тыс. до 250 тыс. или с наиболее удачными релизами даже золотого статуса. Эти цифры зачастую наглядно иллюстрировали тот факт, что низкие ожидания по продажам позволяют артистам и лейблам решаться на креативные и успешные эксперименты, поскольку им просто нечего терять.
В то время чарт оказал незначительное влияние на рекорд-индустрию, где доминировали коммерческие конгломераты, но обозначил и дал имя новому традиционалистскому движению, объединившему прежде разобщённых слушателей. Тем не менее «Американа» изначально получила поддержку знаменитого кантри-продюсера Тони Брауна, директора нэшвиллского отделения Warner Bros. Records Джима Эда Нормана, ASCAP, независимых лейблов Bloodshot, Sugar Hill, Rounder и возникшего в том же году издания об альт-кантри No Depression. Последнее, обыгрывая гибкость и неясность границ нового формата, имело подзаголовок The Alternative Country (Whatever That Is) Bimonthly (с англ. — «Об альтернативном кантри (что бы это ни означало) дважды в месяц»). Феномен альт-кантри подогревался как формированием сплочённой аудитории, так способностью бизнеса осваивать новые ниши, открытые успехом альтернативного рока. Однако этому способствовали и новые тренды в мейнстриме, где климат постепенно начал меняться. Бум кантри начала 1990-х годов даже внутри индустрии все больше воспринимался как неспособность Нэшвилла к экспериментам с новым или старым звучанием и уничтожение им «среднего класса» музыкального бизнеса. Именно эту вакантную нишу и смогла занять американа, окончательно отделив альт-кантри от мейнстрима учреждением собственной ассоциации.

### Гибридный жанр
В 1999 году Блитштейн и Гримсон с участием других энтузиастов индустрии создали Ассоциацию музыки американа (AMA). Этой организации Гримсон передал свои права на название «Американа». Среди других учредителей были поддерживавшие ранее американу персоны и организации: Грант Альден из журнала No Depression; Джесси Скотт, руководившая теперь радиостанцией альт-кантри холдинга XM Radio; Мари Арсено от фестиваля Twangfest; представители лейблов Rounder, Sugar Hill, Dualtone, E-Squared и других, а также крупнейший интернет-дистрибьютор американы Miles of Music. В 2000 году Gavin Report прекратил публикацию чарта «Американа», мотивируя это тем, что формат недостаточно разросся, чтобы его регулярно освещать, но ассоциация продолжила публиковать хит-парад самостоятельно. Радиоформат продолжает существовать и в современных реалиях американы, аккумулируя данные с примерно 80 американских радиостанций в два чарта — Top 50 Albums и Top 50 Singles. В сентябре того же года новое объединение провело в Нэшвилле свой первый съезд. Ежегодная церемония награждения Americana Honors & Awards стартовала в 2002 году. Это дополнительно помогло самому термину «американа» войти в обиход. Первые награды за жизненные достижения получили Ти-Боун Бёрнетт, Эммилу Харрис и Билли Джо Шэйвер. В 2008 году ежегодное мероприятие расширилось до четырёх дней и к тому моменту получило название Americana Music Festival and Conference (AmericanaFest). В 2007 году категория «Лучший альбом современного фолка» в рамках премии «Грэмми» была расширена и переименована в «Лучший альбом современного фолка/американы».
С годами само понимание американы постепенно корректировалось и расширялось. В итоге кантри утратил в ней главенствующее значение и стал просто одним из стилей, элементы которого могут присутствовать в американе наряду с блюзом, госпелом, фолком, соулом, рутс-роком и прочими. Если сам концепт альт-кантри был изначально связан традициями кантри и вытекающими стилистическими, расовыми и гендерными ограничениями, то американа преодолела эти рамки, сохранив творческий подход, эмоциональную подлинность, связь музыки с прошлым и зыбкие границы, а музыкальные свойства альт-кантри стали частью её многообразия. В рамках американы нашлось место, например, афроамериканским традициям Keb’ Mo’, Мэвис Стэплс, Рианнон Гидденс из Carolina Chocolate Drops и латиноамериканским влияниям Рауля Мало из The Mavericks и Алехандро Эсковердо. За годы на церемонии награждения AMA чествовались такие разные артисты как The Avett Brothers, Соломон Бёрк, Элвис Костелло, Стив Эрл, Патти Гриффин, Левон Хелм, Элисон Краусс, Мэвис Стэплс и Нил Янг. Из-за отсутствия чётких музыкальных границ, американа стала пространством пересечения исполнителей и предпочтений, которые не вписываются куда-то ещё. При этом тенденция американы сочетать элементы различных жанров имеет корни ещё в фолк-ривайвле 1960-х годов и особенно движении авторов-исполнителей и кантри-рокеров 1970-х годов, когда артисты вроде Эммилу Харрис и Nitty Gritty Dirt Band создавали новое звучание, опираясь при этом на ранние традиции стилей. Тем не менее недостаточная расовая, стилистическая и гендерная диверсификация американы сегодня часто является предметом критики.

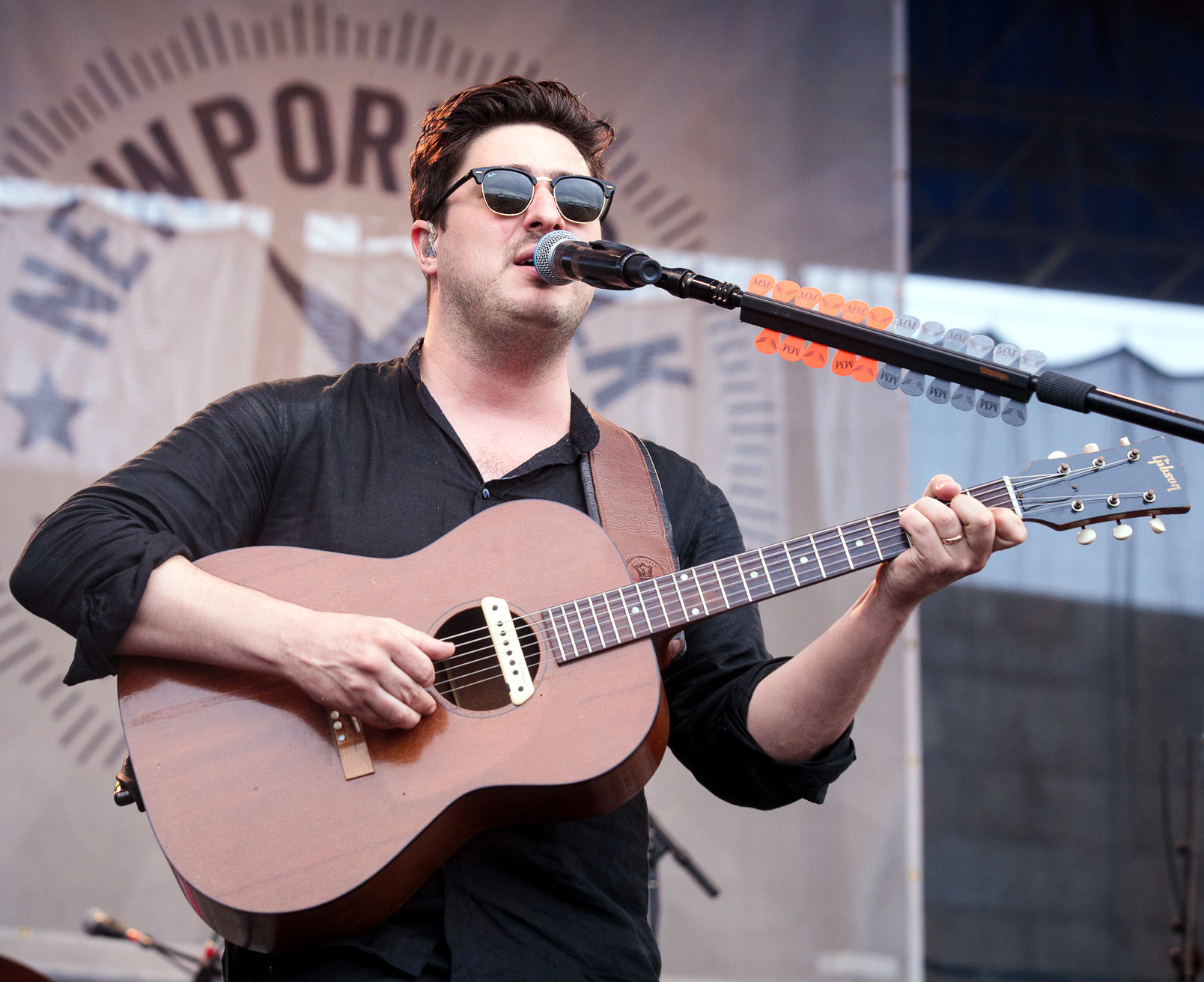
Маркус Мамфорд из группы Mumford & Sons

Как отмечает в своем исследовании музыкальный журналист Майкл Скотт Кейн, американу сложно определить конкретно: даже среди артистов и учредителей AMA её понимание часто разнится. Однако общим у таких исполнителей является тяга к традиционному звучанию, связь музыки с прошлым и невозможность однозначно категоризировать их творчество. Американа отвергает категории: это не альт-кантри, но она его включает; не рок, хотя он в ней присутствует; не фолк, но его элементы тоже здесь; не кельтская музыка, но американа пронизана её традициями. Это смесь форм — музыка, черпающая вдохновение из разных влияний. По словам музыковеда Билла Малоуна, успех ряда исполнителей американы в обход традиционных каналов продвижения отражает не просто возникновение американы как жанра, а новые реалии, когда сами жанровые рамки всё менее важны, поскольку слушатели при подборе музыки больше не руководствуются чёткими индустриальными категориями. Как и её прародитель, альт-кантри, американа строится на идее обособления музыкантов, стремящихся поддерживать связь с традициями прошлого, от коммерческого мейнстрима. Поэтому исполнителей в рамках американы объединяют не столько конкретные музыкальные параметры, сколько их представления о подлинности или искренности музыки. В этой связи американа иногда описывается как движение. Расширение границ жанра как и прежде зеркально отразились в журнале No Depression, сменившем подзаголовок на более широкий Quarterly Journal of Roots Music (с англ. — «Ежеквартальный журнал рутс-музыки»).
В 2010 году американа получила отдельную категорию в рамках премии «Грэмми» — Лучший американа-альбом. Именно понимание американы как музыки, сочетающей элементы различных американских рутс-стилей, легло в основу описания номинации Национальной академией искусства и науки звукозаписи. Среди первых победителей были Левон Хелм, Мэвис Стэплс, Уильям Белл и Джейсон Исбелл. Последний, наряду с The Avett Brothers, Mumford & Sons и прочими артистами, сумел параллельно добиться определённого успеха и в мейнстриме, что дополнительно привлекло внимание к американе. C 2012 года церемония награждения Americana Music Honors & Awards транслируется на канале PBS, а сама организация AMA насчитывала к 2016 году уже более 2000 официальных членов. В мае 2016 года журнал Billboard переименовал свой чарт Folk Albums в Americana/Folk Albums. Издание отметило, что подобное изменение отражает рост американы как жанра и увеличение веса самого термина в музыкальной индустрии — поэтому наибольшее внимание в хит-параде будет теперь уделяться именно американе. В данном контексте журнал выделил присутствие в чарте таких артистов как The Lumineers, Джейсон Исбелл, Стерджил Симпсон, Джеймс Бэй и Марго Прайс. В октябре того же года издание сообщило, что альбомы в жанре американа обогнали по продажам R&B, хип-хоп, танцевальную музыку и впервые кантри, уступив только року, что говорит о росте американы в коммерческом плане.

## Критика
В 2017 году журнал Rolling Stone отметил, что хотя американа сегодня позиционируется не как «бунтарское» ответвление от кантри-индустрии, а сплав различных американских стилей, расовых и культурных влияний, на деле в ней доминируют белые артисты, кантри-составляющая и сохраняется тесная связь с Мьюзик-Роу. По мнению обозревателя Джонатана Бернстайна, в основе американы изначально лежал такой парадокс — группа профессионалов тесно связанных с Нэшвиллом, пытается охватить всю или как минимум южную американскую музыку. Обозреватель журнала Billboard Айзек Уикс отметил, что из 300 исполнителей на AmericanaFest том году менее 10 % не состояли исключительно из белых музыкантов, а на церемонии награждения AMA белыми не были только двое из 21 номинанта (Рианнон Гидденс и Hurray for the Riff Raff). Всего же за 18 лет в категориях, по которым голосует жюри, «цветные» исполнители побеждали только дважды (Alabama Shakes и The Mavericks). В статье для MTV Чарльз Аарон отметил, что хотя условия для женщин и пожилых музыкантов в американе мягче чем везде, но «цветных» артистов в ней получило признание меньше, чем в даже в мейнстриме кантри 1970-х годов, а фанбаза жанра преимущественно белая. На доминирование в американе белых артистов мужского пола, а также их представлений о музыке указал и Джованни Руссонелло из в журнала The Atlantic. По его мнению, жанр, представляющий американскую идентичность, не может быть в этом смысле настолько гомогенным и архаичным.
Автор Рич Гордон из журнала No Depression высказался критически о расширении границ американы, поскольку кантри теперь позиционируется не как основной, а всего лишь один из элементов. По его оценке это произошло в угоду получению собственной категории премии «Грэмми» и расширению аудитории. По его оценке, это, напротив, сужает круг поклонников и американе стоит вернуться к оригинальному концепту альт-кантри, а горизонты расширить за счёт кантри-панка, кантри-рока и артистов 1960-х годов вроде Бадди Холли и The Everly Brothers, что обеспечит приток поклонников, но сохранит связь с кантри, которую, по мнению Гордона, необходимо почитать, а не нивелировать. Со своей стороны обозреватель The Guardian, Грэйди Смит считает, что американа является благом для кантри, поскольку её гостеприимность и творческая свобода позволяют артистам сохранять традиции жанра, чего нельзя делать в охваченном поп-трендами мейнстриме кантри. При этом сам термин «американа» применяется все более массово, в том числе к представителям мира блюза и R&B; статус и популярность американы неуклонно растет даже на Мьюзик-Роу, что открывает широкие перспективы её исполнителям. По мнению Смита, фанатам традиционного кантри стоит видеть в американе не угрозу, а возможность сохранения идентичности жанра, даже если традиционалисты вроде Эммилу Харрис, Брэнди Карлайл и Джейсона Исбелла, примкнув к американе, однажды перестанут называть свою музыку «кантри».

## Полезные ссылки
- Полная версия фильма Nashville 2.0. The Rise of Americana  на Vimeo